# Människorättsförsvarare
Människorättsförsvarare är människor som själva eller organiserat med andra agerar för att främja eller försvara mänskliga rättigheter. Människorättsförsvarare inkluderar människorättsaktivister och termerna används ofta som synonymer. Människorättsförsvarare är dock ett vidare begrepp; människorättsförsvararen behöver inte vara en typisk aktivist.
En människorättsförsvarare är enligt FN:s definition vem som helst som står upp för sin övertygelse om alla människors fri- och rättigheter och gör en fredlig insats för dessa. Det kan vara en avlönad heltidsarbetare i en stor människorättsorganisation såväl som någon som gör sporadiska insatser på eget initiativ. Det kan också vara någon som agerar inom en offentlig eller privat verksamhet. Det kan alltså inbegripa flera olika former av insatser, beroende på vad man har möjlighet att göra där man är.

## Människorättsorganisationer
Det finns både mellanstatliga, statliga och icke-statliga, ideella organisationer som verkar för mänskliga rättigheter. Här nämns några av de större.

### Mellanstatliga organisationer
Inom Förenta nationerna (FN) finns ett antal organisationer som verkar för mänskliga rättigheter, såsom:
- Kontoret för FN:s högkommissarie för mänskliga rättigheter (OHCHR)
- FN:s råd för mänskliga rättigheter
- FN:s flyktingkommissariat (UNHCR)
- Unesco

Exempel på andra mellanstatliga samarbeten:
- I Europa bildades 1949 Europarådet, med institutioner som bland annat Europadomstolen för mänskliga rättigheter och Europarådets kommissionär för mänskliga rättigheter.
- Inom Europeiska unionen finns bland annat Arbetsgruppen för de mänskliga rättigheterna och Europeiska instrumentet för demokrati och mänskliga rättigheter (EIDMR).[3]
- Afrikanska kommissionen för mänskliga och folkens rättigheter
- Inter-American Commission on Human Rights

### Icke-statliga, ideella organisationer (NGO)
Icke-statliga, ideella människorättsorganisationer står för en stor del av det praktiska arbetet på plats. De finns i flera former och storlekar, från de som verkar inom en sektor i det lokala samhället, till brett verkande, internationella organisationer såsom Amnesty International och Human Rights Watch.

## Risker och skydd för människorättsförsvarare
Många människorättsförsvarare löper stor risk att drabbas av repressalier från makthavare. År 2016 rapporterades att 281 människorättsförsvarare dödats i minst 22 länder, utsatts för smutskastningskampanjer och arresteringar för sitt arbete i över 60 länder och utsatts för våld eller hot om våld i 94 länder.
Det finns både mellanstatliga, statliga och icke-statliga organisationer inriktade på skyddet för människorättsförsvarare.

### FN:s deklaration om människorättsförsvarare
FN:s generalförsamling antog 1998 resolution 53/144, som syftar till internationellt stöd och skydd för människorättsförsvarare. Deklarationen är i sig inte juridiskt bindande men utgör ett stöd för att sätta internationellt, politiskt tryck på regeringar, som alla är förpliktigade att skydda människorättsförsvarare. I deklarationen förtydligas också för detta relevanta rättigheter och skyldigheter redan definierade i befintliga internationella konventioner som är juridiskt bindande. Människorättsförsvarares stora betydelse för de mänskliga rättigheterna i världen betonas, liksom att alla människor har ett visst mått av ansvar för detta arbete. Människorättsförsvarare är enligt deklarationen varje människa som utan våld verkar för skydd och främjande av mänskliga rättigheter och grundläggande friheter.

### Mellanstatliga organisationer för skydd av människorättsförsvarare
Exempel:
- FN:s råd för mänskliga rättigheter har en så kallad särskild rapportör för människorättsförsvarare.[7]
- Europeiska unionen utarbetade riktlinjer om stöd till människorättsförsvarare 2004, med uppdatering 2008. Dessa frågor hanteras liksom andra människorättsfrågor av bland annat Arbetsgruppen för de mänskliga rättigheterna och Europeiska instrumentet för demokrati och mänskliga rättigheter (EIDMR).[3][7]
- Afrikanska kommissionen för mänskliga och folkens rättigheter, har också en särskild rapportör för människorättsförsvarare.
- Inter-American Commission on Human Rights

### Icke-statliga, ideella organisationer (NGO)
Det är en del av många människorättsorganisationers arbete, men det finns också de som specialiserat sig på just skydd av hotade människorättsförsvarare, såsom till exempel Front Line Defenders.

### Priser
Ett pris till en människorättsförsvarare innebär inte bara erkännande, uppmuntring och stöd för fortsatt arbete. Den ökade uppmärksamheten för den aktuella människorättsfrågan, och inte minst för pristagaren själv, kan ha en skyddande effekt för pristagaren. Ett av de stora priserna med detta uttalade syfte är Martin Ennals-priset (The Martin Ennals Award for Human Rights Defenders).